# Rio Doamna (Harghita)
O Rio Doama é um rio da Romênia, afluente do Mureş, localizado no distrito de Harghita.